# Homosexualität in den Palästinensischen Autonomiegebieten
Homosexualität in den Palästinensischen Autonomiegebieten ist ein vielfach marginalisiertes Thema, das von kolonialer Geschichte, rechtlicher Uneinheitlichkeit und gesellschaftlicher Repression geprägt ist. Während gleichgeschlechtliche Handlungen im Westjordanland nicht strafbar sind, stehen sie im Gazastreifen nach wie vor nach britischem Mandatsrecht unter Strafe. Queere Palästinenser sind sowohl innergesellschaftlicher Homophobie, einer Verschärfung der Schutzlosigkeit durch die israelische Besatzung als auch der Instrumentalisierung durch israelische Akteure im Rahmen des sogennanten „Pinkwashing“ ausgesetzt. Trotz schwieriger Bedingungen existieren seit den 2000er Jahren lokale LGBT-Organisationen, die sich für sexuelle und geschlechtliche Vielfalt sowie gegen „Pinkwashing“ einsetzen.

## Geschichte
Ein früher Bezug auf gleichgeschlechtliche Sexualität im heutigen Gebiet der Palästinensischen Autonomiegebiete findet sich im Konzil von Nablus (1120), einer kirchlichen Gesetzgebung unter fränkischer Herrschaft im Königreich Jerusalem, die gleichgeschlechtlichen Geschlechtsverkehr unter Männern mit dem Tode bestrafte. Dieses Dokument zählt zu den ältesten bekannten Kodifikationen sexualstrafrechtlicher Normen in der Region.
Palästina war bis 1917 Teil des Osmanischen Reiches, das 1858 mit der Einführung eines neuen Strafgesetzbuches (basierend auf dem französischen Code pénal) gleichgeschlechtliche Handlungen zwischen Erwachsenen legalisierte. Trotz der rechtlichen Entkriminalisierung war gleichgeschlechtliches Begehren nicht notwendigerweise gesellschaftlich akzeptiert – es existierte jedoch in bestimmten sozialen und kulturellen Räumen sichtbar. Historiker und Ethnologen weisen darauf hin, dass gleichgeschlechtliche Beziehungen, insbesondere zwischen Männern, in Teilen der arabisch-osmanischen Gesellschaft dokumentiert waren, etwa in Poesie, Literatur und Reisendenberichten. Diese Beziehungen folgten jedoch oft anderen Mustern als moderne westliche Vorstellungen von Sexualität oder „Homosexualität“ als Identität. Stattdessen waren sexuelle Handlungen oft an soziale Rollen, Altersverhältnisse und Klassenverhältnisse gebunden.
Mit der britischen Besatzung Palästinas im Ersten Weltkrieg (ab 1917) wurde das osmanische Gesetzbuch mit britischen Vorstellungen insbesondere in Bezug auf Sexualmoral erweitert, die gleichgeschlechtliche Sexualität kriminalisierten. 1927 unterschieden sie erstmals zwischen „Vergewaltigung“ (nur an Frauen) und „Sodomie“ (analer Geschlechtsverkehr mit Personen beliebigen Geschlechts). 1936 wurde ein Gesetz eingeführt, das einvernehmliche homosexuelle Beziehungen vollständig unter Strafe stellte.
Diese rechtliche Kriminalisierung wurde später von jordanischem und israelischem Recht weitergeführt und hat bis heute Auswirkungen auf die Gesetzgebung in den Palästinensischen Autonomiegebieten.

## Rechtliche Lage
Die rechtliche Lage von LGBT-Personen ist uneinheitlich. Im Westjordanland ist Homosexualität nicht strafbar, da das jordanische Strafgesetzbuch von 1960 einvernehmliche gleichgeschlechtlichen Handlungen nicht kriminalisiert.
Im Gazastreifen hingegen ist Homosexualität gemäß dem weiterhin gültigen britischen Mandatsrecht von 1936 strafbar und kann mit bis zu zehn Jahren Gefängnis geahndet werden. Ob dieses Recht durch die Hamas angewandt wird, ist nicht dokumentiert. Es gibt jedoch auch juristische Interpretationen, die nahelegen, dass das palästinensische Recht auch in Gaza einvernehmlichen homosexuellen Sex zwischen Erwachsenen nicht grundsätzlich verbietet. So erklärte Anis F. Kassim, Chefredakteur des „Palestinian Yearbook of International Law“, dass das Gesetz auch so ausgelegt werden könne, dass nicht-kommerzielle sexuelle Handlungen zwischen erwachsenen Männern erlaubt seien.
Während des Kriegs in Israel und Gaza seit 2023 zirkulierte online ein Video, das Hamas zeigen soll, wie es schwule Männer hinrichte, indem es sie von einem Dach stoße. Das Video stammte jedoch aus dem Jahr 2015 und nicht aus Palästina, sondern zeigt die Hinrichtung schwuler Männer durch den Islamischen Staat im Irak.
Antidiskriminierungsgesetze zum Schutz von LGBTQ-Personen existieren weder im Westjordanland noch im Gazastreifen.

## Gesellschaftliche Lage

### Repressionen
LGBTQ-Personen sehen sich in Palästina mit patriarchalen und heteronormativen Strukturen konfrontiert. Homosexualität wird gesellschaftlich weitgehend tabuisiert und oft als westlich oder kolonial konnotiert abgelehnt. Dies führt zu einem Klima der Angst, das sich in sozialer Ächtung, familiärem Druck, erzwungener Heirat, physischer Gewalt, Folter, Erpressung sowie gelegentlicher willkürlicher Inhaftierung niederschlägt. Internationale Menschenrechtsorganisationen wie Human Rights Watch und Amnesty International dokumentieren und kritisieren die Menschenrechtslage von queeren Menschen in den Palästinensischen Autonomiegebieten. Ein prominenter Fall ist jener von Ahmad Abu Murkhiyeh aus Hebron, der 2020 aus Angst vor homophober Gewalt in Israel Asyl beantragte und 2022 in Hebron ermordet aufgefunden wurde.
Die Wissenschaftlerin Timea Spitka beschreibt das Coming-out im Gazastreifen als „Todesurteil“, da die Polizei queerfeindliche Gewalt nicht verfolge, häusliche Gewalt nicht strafrechtlich erfasst werde und zivilgesellschaftliche Organisationen, die insbesondere Frauen und Kinder schützen, als „Angriffsziele“ gelten. In einem verwandten Artikel betont Spitka, dass diese Schutzlosigkeit durch die israelische Besatzung verschärft werde, da die mangelnde Sicherheit und Rechtsdurchsetzung die Verwundbarkeit von Frauen und nicht-heterosexuellen Personen erhöhe.
Laut einem Haaretz-Artikel von 2023 erpressen israelische Geheimdienste häufig LGBTQ-Palästinenser in den Palästinensischen Autonomiegebieten. Ein ehemaliger Soldat der Einheit 8200 erklärte, dass diese gezielt Hinweise auf die Sexualität von Personen suchen, um sie damit zu erpressen. Das verstärke die Homophobie innerhalb der Autonomiegebiete, weil LGBTQ-Personen als potenzielle Kollaborateure stigmatisiert würden, was ihre Lage zusätzlich verschlechtere. 2023 etwa wurde ein Mann in Nablus im Westjordanland durch die militante Gruppe Höhle der Löwen ermordet, nachdem er durch den israelischen Geheimdienst Schin Bet mit einem Video erpresst worden war, das ihn beim Sex mit einem anderen Mann zeige.

### Zugang zu Gesundheitsversorgung
HIV-Prävention und Versorgung sind unzureichend: HIV-positive queere Personen erhalten oft keine kontinuierliche antiretrovirale Therapie, da Medikamente nur begrenzt verfügbar sind und mit hoher gesellschaftlicher Stigmatisierung einhergehen. Ein zentrales Problem ist die unzureichende epidemiologische Überwachung. Zwischen 1988 und 2017 wurden offiziell nur 98 Fälle von HIV/AIDS in Palästina registriert, darunter 79 AIDS-Erkrankungen und 19 HIV-Positive. Die tatsächliche Zahl dürfte deutlich höher liegen, da gesellschaftliche Tabus und religiöse Normen eine umfassende Datenerhebung verhindern.
Der Krieg in Gaza seit Oktober 2023 hat die Situation queerer Menschen mit HIV in Gaza dramatisch verschärft. Neben familiärer Ablehnung und gesellschaftlicher Stigmatisierung erschwert insbesondere der Zusammenbruch der medizinischen Versorgung den Zugang zu lebenswichtigen HIV-Medikamenten. Internationale Hilfsversuche scheiterten vielfach an israelischen Blockaden und Beschlagnahmungen.

### Instrumentalisierung von LGBT-Rechten als „Pinkwashing“
In wissenschaftlicher Literatur wird die politische Instrumentalisierung queerer Sichtbarkeit durch israelische Akteure als Ablenkung für seine Besatzungspolitik beschrieben (sogenanntes „Pinkwashing“), was die Anerkennung queerer Kämpfe im palästinensischen Kontext erschwere. Queere Palästinenser würden als Opfer dargestellt, während Israel als LGBT-freundlicher Staat präsentiert werde. Jasbir Puar benennt dieses Framing als Homonationalismus. Im November 2023 hisste ein israelischer Soldat eine Regenbogenfahne in Gaza vor durch israelische Luftangriffe zerstörten Gebäuden und reklamierte: „Im Namen der Liebe“.
Elen Yarr zufolge teilen queere und palästinensische Subjekte eine gemeinsame Position des Widerstands, da beide eine Assimilation in koloniale Ordnungen verweigern. Dieser Widerstand rufe im westlichen Imaginären die Figur des „monster-terrorist-fag“ hervor, wie sie von Jasbir Puar und Amit Rai beschrieben wird: eine rassifizierte, sexualisierte Bedrohung, die den nationalen Zusammenhalt gefährde. Diese Figur diene dazu, queere und antikoloniale Subjekte zu pathologisieren und zu disziplinieren.

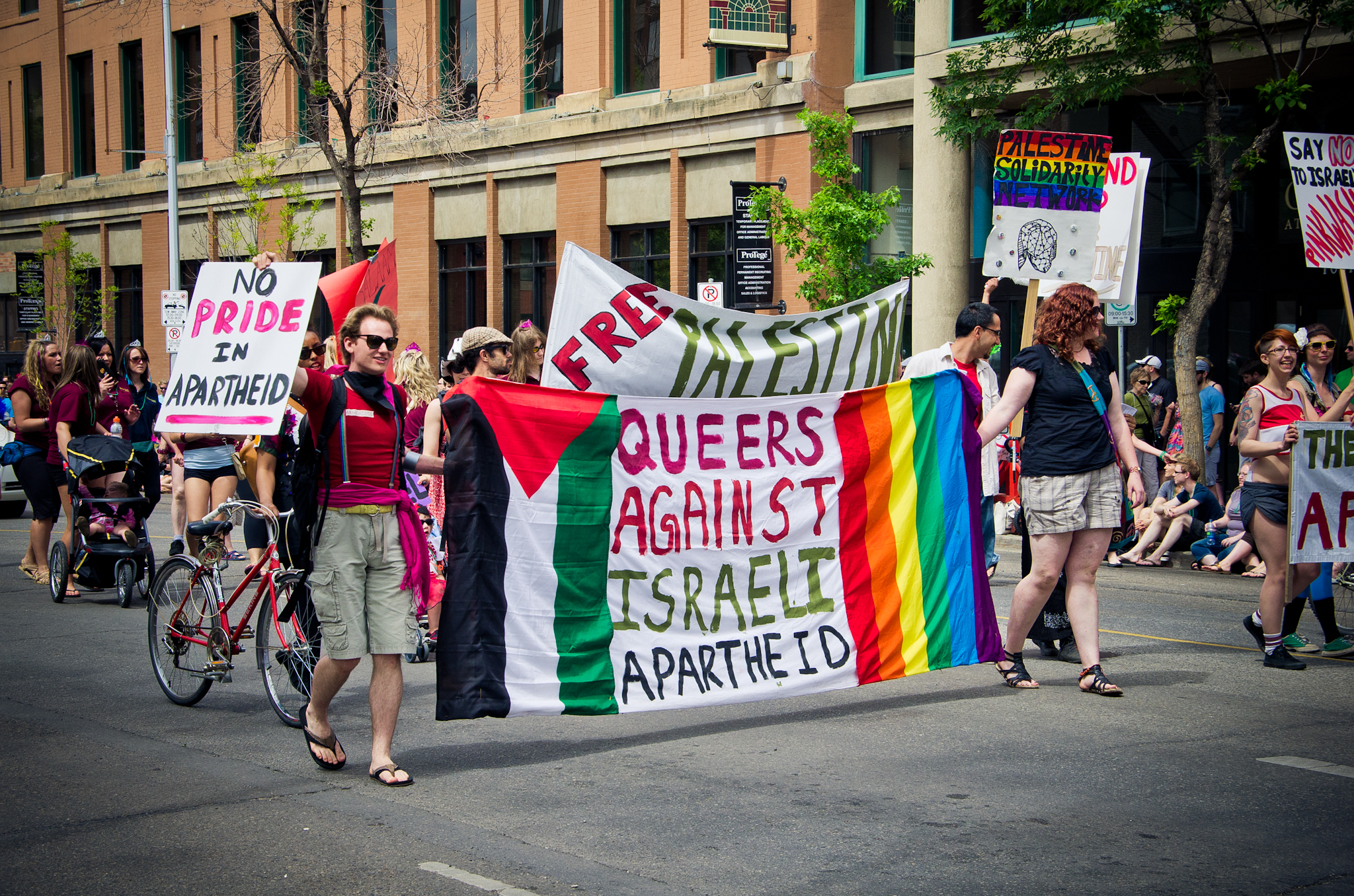
Teilnehmende der Pride-Parade in Edmonton in Kanada 2011 mit den Slogans „Free Palestine“ und „Queers against Israeli Apartheid“

Queere Menschen im Westen, die sich mit dem Slogan „Queers for Palestine“ pro-palästinensichen Protesten anschließen, werden von Medien, Politikern und staatlichen Institutionen als selbstzerstörerisch dargestellt. Der israelische Premierminister Benjamin Netanjahu bezeichnete „Schwule für Gaza“ in einer Rede 2024 als „Hühner für KFC“. Die Ablehnung von queerer Solidarität mit Palästinensern wird gerechtfertigt durch die angebliche Homophobie der palästinensischen Gesellschaft, ein Argument, das laut Sa’ed Atshan rassistisch sei und die Existenz queerer Palästinenser ausblende.
Palästinensische Queer-Theoretikerinnen wie Walaa Al-Qaisiya und Sa’ed Atshan betonen daher die Notwendigkeit eines dekolonialen Queer-Ansatzes, der queere Palästinenserinnen nicht von ihrer politischen Identität als Kolonisierte trennt.

## Aktivismus und Bewegungsgeschichte

### Entstehungsgeschichte der LGBT-Bewegung
Trotz repressiver Bedingungen existieren seit den 2000er Jahren queere palästinensische Organisationen. Die ersten queeren Gruppen entstanden in den frühen 2000er Jahren. Keegan O’Brien schreibt: „Das Wachstum des Internets und der sozialen Medien hat zuvor isolierte palästinensische Queers mit einem zunehmend transnationalen LGBTQ-Ökosystem in Kontakt gebracht und neue Möglichkeiten zur Gemeinschaftsbildung geschaffen.“

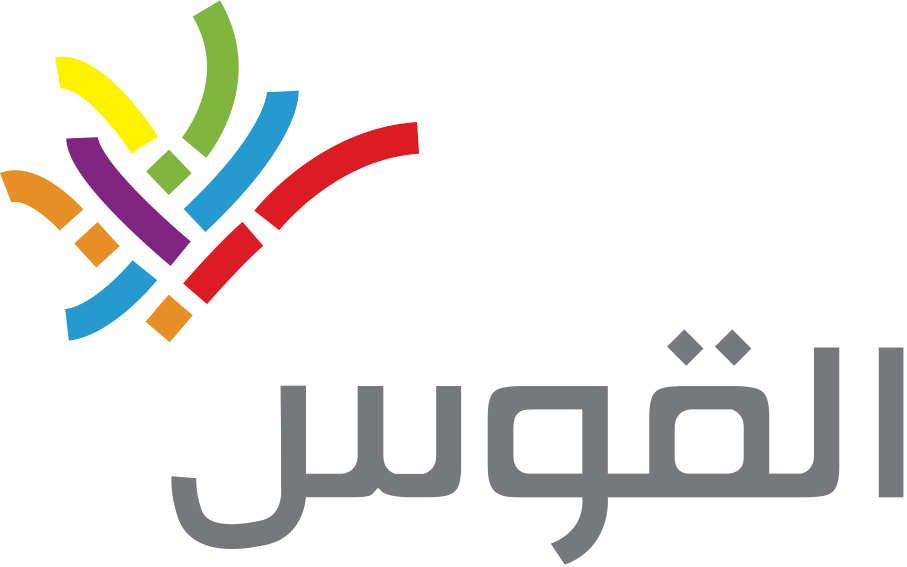
Logo der palästinensischen LGBT-Orgnaisation AlQaws

Eine zentrale Rolle spielen Aswat („Stimmen“) und AlQaws („Regenbogen“). Aswat, 2003 in Haifa von Rauda Morcos gegründet, war die erste palästinensische Organisation, die sich explizit für lesbische Frauen einsetzte, und ist auch in den Autonomiegebieten tätig. AlQaws ist eine Organisation, die sich für sexuelle und geschlechtliche Vielfalt in der palästinensischen Gesellschaft engagiert. AlQaws wurde 2001 als palästinensische Gruppe innerhalb der jüdisch-israelischen LGBT-Organisation Jerusalem Open House gegründet, spaltete sich 2005 aber aufgrund politischer Differenzen ab. Die Organisaton betreibt Räumlichkeiten in Ramallah und führt im Westjordanland und in Israel Community-Veranstaltungen, Kulturveranstaltungen, eine Telefonhotline, Bildungsprogramme zu geschlechltlicher und sexueller Vielfalt und Kampagnen gegen Pinkwashing durch.
Im August 2019 schränkte die palästinensische Autonomieverwaltung die Arbeit von AlQaws kurz ein, die Polizei widerrief aber auf Druck von anderen Menschenrechtsorganisationen zum Ende des Monats diese Entscheidung.

### Einsatz gegen Instrumentalisierung
Im Kontext von Krieg und Besatzung verstehen viele queere Aktivisten ihren Kampf nicht nur als Kampf um individuelle Rechte, sondern als Teil eines umfassenderen antikolonialen Widerstands. Aktivisten wie Ghadir Shafie setzen sich dabei für eine dekoloniale queere Politik unabhängig von westlichen Normen ein. Diese Gruppen kritisieren sowohl die israelische Instrumentalisierung queerer Rechte im Rahmen von „Pinkwashing“ als auch die Homophobie innerhalb der palästinensischen Gesellschaft. Auch die US-amerikanischen queeren Schriftstellerinnen und Theoretikerinnen Judith Butler und Sarah Schulman unterstützen diese Positionen.
Die Politikwissenschaftlerin Heike Schotten argumentiert, dass sich queere Theorie und palästinensische Befreiung durch eine gemeinsame Verweigerung gegenüber normativen und eliminatorischen Ordnungen verbinden lassen. Beide würden eine „dauerhafte Verpflichtung zur Unruhe“ formulieren und eine grundsätzliche Resistenz gegen Versuche teilen, marginalisierte Existenzen zu systematisieren, zu normalisieren oder zum Verschwinden zu bringen.
Während des Kriegs in Israel und Gaza seit 2023 kritisierten manche queere Aktivisten, dass queere Palästinenser in internationalen Medien vor allem als Opfer der Hamas dargestellt würden, und betonten die Notwendigkeit, auch die strukturelle Gewalt durch Israel zu thematisieren.

### Kunst
Ein wichtiger Beitrag zur Sichtbarkeit ist das queere palästinensische Kino, das insbesondere seit 2012 verstärkt Aufmerksamkeit erhielt. Das Filmprogramm „Queer/Palestinian“ (NYU/Yale, 2012) zeigte Werke von Künstlerinnen wie Raafat Hattab (Houria), Alaa AbuAsad (Masturbate bil beit), Nadia Awad (Two Adaptations of the Same Novel) und Roua Nafaa Moufawad-Paul  (Nus Enssas, Rejoice, O My Heart).

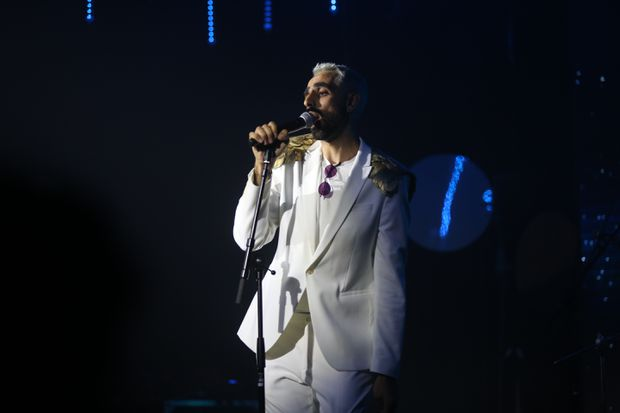
Bashar Murad bei einem Konzert in Ramallah 2019

Der Musiker Bashar Murad thematisiert in seiner Arbeit sowohl queere als auch nationale Identität.

## Migration
Aufgrund von Repression und Gewalt fliehen viele queere Palästinensern aus den Autonomiegebieten nach Israel trotz der dortigen systematischen Diskriminierung palästinensischer Staatsbürger. Israel verweigert queeren Palästinenser aus den besetzten Gebieten oft Schutz oder Aufenthaltsstatus. Auch innerhalb der israelischen queeren Szene werden queere Palästinenser oft nicht als schutzbedürftig, sondern als ambivalente oder gar bedrohliche Figuren gesehen.
2024 erging in Tel Aviv ein Gerichtsurteil, dass Palästinenser, die aufgrund ihrer sexuellen Orientierung verfolgt werden, in Israel um Asyl ansuchen können. Das israelische Außenministerium bewarb das Urteil auf Twitter (“Israel for Queers ... We will always stand for humanity”), löschte den Eintrag jedoch kurz darauf, und Innenminister Moshe Arbel erklärte, er werde Berufung gegen das Urteil einlegen lassen.
Viele queere palästinensische Künstler leben heute im Ausland.